# Manoir d'Omal
Le manoir d'Omal est un immeuble classé de la section d'Omal faisant partie de la commune de Geer en Belgique (province de Liège).

## Localisation
Le manoir se situe au sein du village hesbignon d'Omal, au bout d'une impasse faisant partie de la rue Jules Stiernet, à proximité de l'église Saint-Lambert et du refuge fortifié d'Omal, autre bien classé. Le manoir est ses dépendances se trouvent à l'intérieur d'un domaine arboré et clôturé.

## Historique
Au départ d'un noyau du XVIIe siècle dont le soubassement biseauté en moellons de grès et calcaire a été conservé, le manoir actuel est érigé en deux périodes au cours du XVIIIe siècle dont la première période se situe vers 1720-1730  L'ensemble est constitué d'un corps de logis (le manoir), d'une aile abritant les écuries, les étables et le logis des domestiques ainsi que d'un fournil et une annexe près de l'entrée.

## Description
Cet édifice bâti en brique présente des façades avant et arrière symétriques de cinq travées à double corps de deux niveaux sur hautes caves. Le haut soubassement biseauté est réalisé en moellons de grès et de calcaire. Les encadrements des baies vitrées rectangulaires à traverse sont réalisés en pierre calcaire. La travée centrale, en léger ressaut, est accessible par un perron à double volée et surmontée par un petit fronton triangulaire. La porte d'entrée axiale est surmontée d'un linteau composé de cinq pierres trapézoïdales alors que les linteaux des autres baies sont horizontaux. Sous la corniche de la façade avant, on dénombre onze trous de boulin. La toiture se compose de deux pans d'ardoises.
Edifice privé en restauration appartenant à la même famille depuis 4 générations. 

## Classement
Le manoir d'Omal, est classé depuis le 4 novembre 1976 et repris sur la liste du patrimoine immobilier classé de Geer. Le manoir est une maison d'habitation privée et ne se visite pas.

## Sources et liens externes
- Inventaire du patrimoine immobilier culturel
- Cirkwi.com